# 奇希爾圖馬

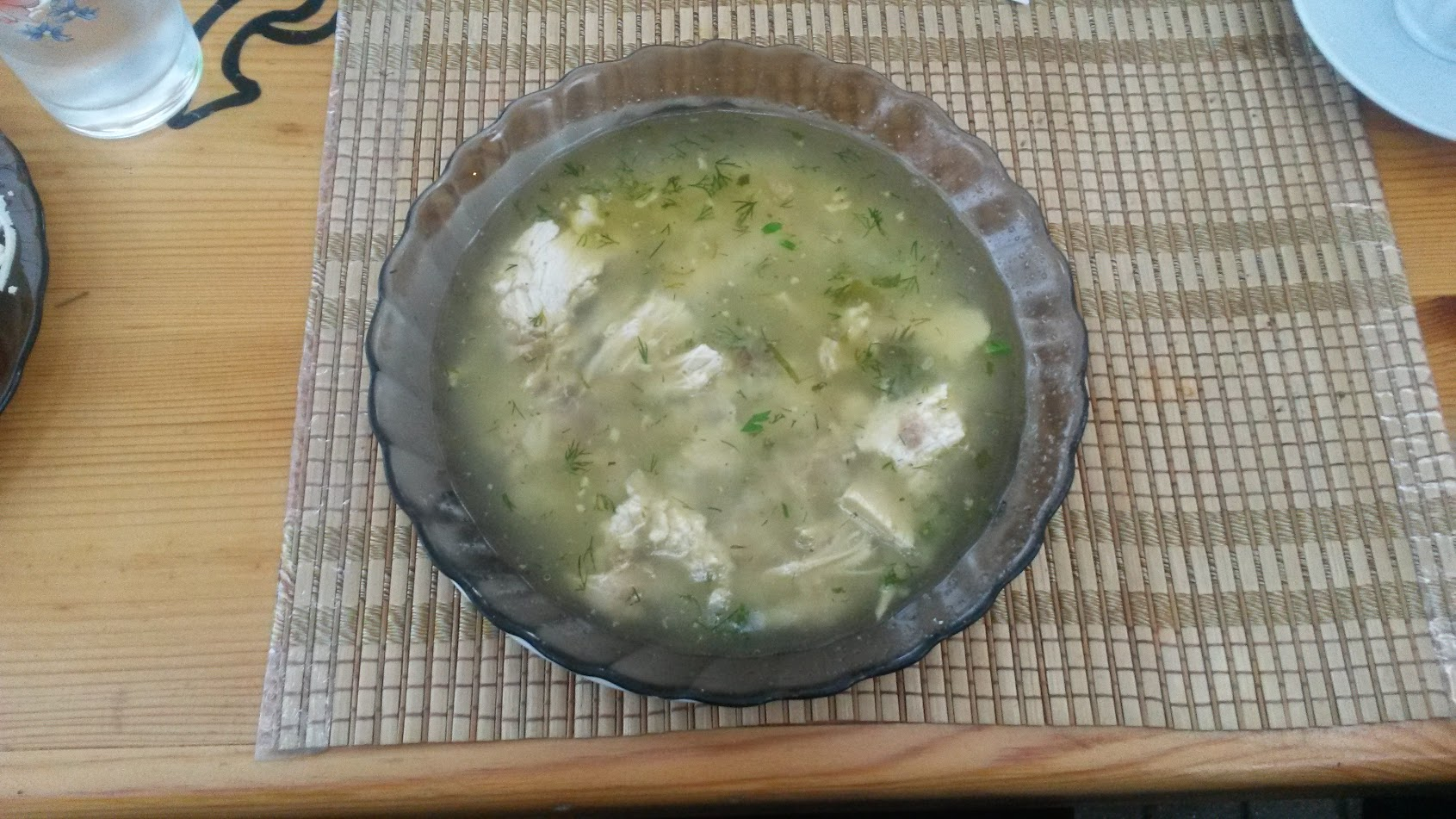
奇希爾圖馬

奇希爾圖馬是一道喬治亞傳統料理，製作過程幾乎不用到蔬菜。奇希爾圖馬的底料是雞肉（有時用羊肉）湯，之後加入雞蛋和少量小麥粉等原料熬煮。出鍋前加入香辛料，隨即而成。